# ランバイ郡 (ブルネイ)
ランバイ郡（ランバイぐん、Rambai）は、ブルネイ・ダルサラーム国ツトン地区の郡。ツトン地区の南部に位置し、北はラムニン郡、東と南はマレーシア・サラワク州リンバン、南西はブライト地区スカン郡、西はブライト地区ブキト・サワト郡、北西はウコン郡と接する。
ランバイ郡には、ブルネイ最大の湖であるメリンブン湖（Tasik Merimbun）がある。また、ブルネイ最大のダムである銀婚式記念ベヌタンダム（Empangan Air Jubli Perak Benutan）もランバイ郡にある。

## 村
ランバイ郡には以下の村（Kampong）がある。
- クアラ・ウンガル村（Kuala Ungar）
- ケランシン村（Kerancing）
- スポン・ケスィル村（Supon Kecil）
- スポン・ベサール村（Supon Besar）
- タカリット村（Takalit）
- センコワン村（Sengkowang）
- バタン・ピトン村（Batang Piton）
- ベダワン村（Bedawan）
- ベヌタン村（Kampong Benutan）
- ペラジャウ村（Pelajau）
- ベラバン村（Belaban）
- マポル村（Mapol）
- メリンブン村（Kampong Merimbun）
- ラリポ村（Lalipo）
- ランバイ村（Rambai）
- ベラバウ村（Belabau）

## 地理
- メリンブン湖（Tasek Merimbun） - プカンツトンから27kmのところにある湖[3]。タンニンを含んでいるため、湖水は暗い色をしている[3]。湖の周囲は哺乳類・鳥類・爬虫類の宝庫となっており、ASEAN遺産公園に指定されている[3]。
- ベヌタンダム（Benutan Dam） - ブルネイにある2つあるダムのうちの大きな方で、貯水能力は4500m3、貯水池面積は28.6km2[2]。ツトン川を水源とする[2]。